# Corydalus clauseni
Corydalus clauseni is een insect uit de familie Corydalidae, die tot de orde grootvleugeligen (Megaloptera) behoort. De soort komt voor in Colombia, Costa Rica en Ecuador.